# HMS Vigilant (R93)
HMS Vigilant (R93/F93) là một tàu khu trục lớp V được Hải quân Hoàng gia Anh Quốc chế tạo trong Chương trình Khẩn cấp Chiến tranh để phục vụ trong Chiến tranh Thế giới thứ hai. Vigilant sống sót qua cuộc chiến tranh, được cải biến thành một tàu frigate nhanh chống tàu ngầm Kiểu 15 vào năm 1953 với ký hiệu lườn mới F93, và tiếp tục phục vụ cho đến khi ngừng hoạt động năm 1963 và bị tháo dỡ năm 1965. Nó là chiếc tàu chiến thứ mười một của Hải quân Hoàng gia được đặt cái tên này.

## Thiết kế và chế tạo
Vigilant được chế tạo tại xưởng tàu của hãng Swan Hunter and Wigham Richardson Ltd. ở Wallsend-on-Tyne và được đặt lườn vào ngày 31 tháng 1 năm 1942. Nó được hạ thủy vào ngày 22 tháng 12 năm 1942 và nhập biên chế cùng Hải quân Hoàng gia vào ngày 10 tháng 9 năm 1943.

## Lịch sử hoạt động
Vào ngày 26 tháng 3 năm 1945, Vigilant đã cùng các tàu khu trục HMS Saumarez, HMS Volage và HMS Virago đánh chặn một đoàn tàu vận tải tiếp liệu Nhật Bản về phía Đông Khota Andaman thuộc quần đảo Andaman tại Ấn Độ Dương. Nó đã đánh chìm chiếc tàu săn tàu ngầm CH-63 và cùng với Virago đánh chìm CH-34. Nó cũng đã tham gia Trận chiến eo biển Malacca cùng các tàu khu trục HMS Saumarez, HMS Verulam HMS Venus, và HMS Virago, vốn đã đưa đến việc đánh chìm chiếc tàu tuần dương Nhật Bản Haguro vào ngày 16 tháng 5 năm 1945.
Sau chiến tranh, vào năm 1951, Vigilant được chọn để cải biến toàn diện thành một tàu frigate nhanh chống tàu ngầm Kiểu 15, và được cải biến tại xưởng tàu của hãng Thorneycrofts ở Woolston. Nó được mang ký hiệu lườn mới F93, và đến năm 1955 được phân về Hải đội Frigate 17 vốn còn bao gồm HMS Vigilant, HMS Venus, HMS Carron và các tàu quét mìn HMS Jewel và HMS Acute.
Vigilant được cho ngừng hoạt động vào năm 1963; rồi được kéo đến Faslane để tháo dỡ vào ngày 4 tháng 6 năm 1965.